# Cyclohexylmagnesiumbromid
Cyclohexylmagnesiumbromid ist eine chemische Verbindung und metallorganisches Reagenz (Grignard-Verbindung).

## Herstellung
Cyclohexylmagnesiumbromid kann durch Reaktion von Magnesium mit Bromcyclohexan in Diethylether gewonnen werden. Eine geringe Menge Iod kann zur Beschleunigung der Reaktion zugegeben werden. Das Bromcyclohexan muss langsam zur Lösung gegeben werden, da die Ausbeute sonst deutlich sinkt.

## Reaktionen und Verwendung
Die Reaktion von Cyclohexylmagnesiumbromid mit Trockeneis ergibt Cyclohexancarbonsäure. In Kombination mit Spartein bildet Cyclohexylmagnesiumbromid einen chiralen Komplex. Dieser eignet sich als Katalysator für die enantioselektive Polymerisation von Acrylaten und Methacrylaten, beispielsweise 2,3-Epoxypropylmethacrylat. Cyclohexylmagnesiumbromid eignet sich zur Herstellung des Akarizids Cyhexatin, indem es zunächst mit Zinn(IV)-chlorid zu Tricyclohexylzinnchlorid und dieses dann mit Natriumhydroxid umgesetzt wird. Außerdem eignet es sich als Reagenz für die Synthese des Pharmazeutikums Trihexyphenidyl.